# Броды (Пермский край)
Броды — деревня в Пермском районе Пермского края. Входит в состав Фроловского сельского поселения.

## Географическое положение
Расположена в верхнем течении реки Малая Сыра примерно в 18 км к северо-востоку от административного центра поселения, села Фролы, и в 20 км к юго-востоку от центра города Перми.

## Население
| 2008 | 2010 |
| ---- | ---- |
| 166  | ↘142 |

## Улицы[2]
- Заречная ул.
- Первомайская ул.
- Подлесная ул.
- Рабочая ул.
- Советская ул.
- Строителей ул.

## Топографические карты
- Лист карты O-40-77 Юг. Масштаб: 1 : 100 000. Состояние местности на 1983 год. Издание 1985 г.